# 麥迪遜鎮區 (北達科他州赫廷傑縣)
麥迪遜鎮區（英語：Madison Township）是位於美國北達科他州赫廷傑縣的一個鎮區。

## 地方資料
麥迪遜鎮區的面積為94.06平方千米，皆為陸地。根據2020年美國人口普查的數據，當地共有人口46人，而人口密度為每平方千米0.49人。